# Rowlandius mixtus
Rowlandius mixtus är en spindeldjursart som beskrevs av Rolando Teruel 2004. Rowlandius mixtus ingår i släktet Rowlandius och familjen Hubbardiidae. Inga underarter finns listade i Catalogue of Life.